# Peyriac-Minervois
Peyriac-Minervois település Franciaországban, Aude megyében. Lakosainak száma 1142 fő (2022. január 1.). Peyriac-Minervois Caunes-Minervois, Laure-Minervois, Rieux-Minervois, Trausse, Félines-Minervois és La Livinière községekkel határos.

## Népesség
A település népessége az elmúlt években az alábbi módon változott:
| Lakosok száma | 1054 | 1033 | 1053 | 1045 | 1131 | 1109 | 1139 | 1166 | 1177 | 1142 |
|               | 1968 | 1982 | 1990 | 2006 | 2013 | 2015 | 2017 | 2019 | 2020 | 2022 |